# Martim Fernandes
Pour les articles homonymes, voir Fernandes.
Martim Fernandes né le 18 janvier 2006 à Valongo au Portugal, est un footballeur portugais qui évolue au poste d'arrière droit au FC Porto.

## Biographie

### En club
Né à Valongo au Portugal, Martim Fernandes commence le football à l'U.D. Valonguense 1937 avant d'être est formé par le FC Porto en 2017. Il est le plus jeune joueur à faire ses débuts avec l'équipe B en deuxième division et est alors considéré comme l'un des jeunes les plus prometteurs du club. Il participe notamment avec les moins de 19 ans du FC Porto à l'UEFA Youth League. Il devient le plus jeune joueur portugais à participer à cette compétition.
Fernandes signe son premier contrat professionnel avec le FC Porto le jour de ses seize ans, le 18 janvier 2022.
Fernandes joue son premier match avec l'équipe première du FC Porto le 20 octobre 2023, à l'occasion d'une rencontre de coupe du Portugal face au GD Vilar de Perdizes. Il entre en jeu et son équipe s'impose par deux buts à zéro.

### En sélection
Martim Fernandes est sélectionné avec l'équipe du Portugal des moins de 19 ans, pour participer au championnat d'Europe des moins de 19 ans en 2023. Le Portugal se hisse jusqu'en finale après avoir battu la Norvège,.

## Statistiques
| Saison                | Club                  | Championnat           | Championnat | Championnat | Championnat | Coupe nationale | Coupe nationale | Coupe nationale | Coupe de la Ligue | Coupe de la Ligue | Coupe de la Ligue | Supercoupe | Supercoupe | Supercoupe | Compétition(s) continentale(s) | Compétition(s) continentale(s) | Compétition(s) continentale(s) | Compétition(s) continentale(s) | Coupe du monde des clubs | Coupe du monde des clubs | Coupe du monde des clubs | Total | Total | Total |
| Saison                | Club                  | Division              | M.          | B.          | P.d.        | M.              | B.              | P.d.            | M.                | B.                | P.d.              | M.         | B.         | P.d.       | Comp.                          | M.                             | B.                             | P.d.                           | M.                       | B.                       | P.d.                     | M.    | B.    | P.d.  |
| 2022-2023             | FC Porto B            | Segunda Liga          | 11          | 0           | 0           | -               | -               | -               | -                 | -                 | -                 | -          | -          | -          | -                              | -                              | -                              | -                              | -                        | -                        | -                        | 11    | 0     | 0     |
| 2023-2024             | FC Porto B            | Segunda Liga          | 24          | 1           | 0           | -               | -               | -               | -                 | -                 | -                 | -          | -          | -          | -                              | -                              | -                              | -                              | -                        | -                        | -                        | 24    | 1     | 0     |
| Sous-total            | Sous-total            | Sous-total            | 35          | 1           | 0           | 0               | 0               | 0               | 0                 | 0                 | 0                 | 0          | 0          | 0          | -                              | 0                              | 0                              | 0                              | 0                        | 0                        | 0                        | 35    | 1     | 0     |
| 2023-2024             | FC Porto              | Primeira Liga         | 4           | 0           | 1           | 2               | 0               | 0               | -                 | -                 | -                 | -          | -          | -          | -                              | -                              | -                              | -                              | -                        | -                        | -                        | 6     | 0     | 1     |
| 2024-2025             | FC Porto              | Primeira Liga         | 25          | 0           | 6           | 2               | 0               | 0               | 1                 | 0                 | 0                 | 1          | 0          | 0          | C3                             | 5                              | 0                              | 0                              | 3                        | 0                        | 0                        | 37    | 0     | 6     |
| 2025-2026             | FC Porto              | Primeira Liga         | 1           | 0           | 0           | -               | -               | -               | -                 | -                 | -                 | -          | -          | -          | -                              | -                              | -                              | -                              | -                        | -                        | -                        | 1     | 0     | 0     |
| Sous-total            | Sous-total            | Sous-total            | 30          | 0           | 7           | 4               | 0               | 0               | 1                 | 0                 | 0                 | 1          | 0          | 0          | -                              | 5                              | 0                              | 0                              | 3                        | 0                        | 0                        | 44    | 0     | 7     |
| Total sur la carrière | Total sur la carrière | Total sur la carrière | 65          | 1           | 7           | 4               | 0               | 0               | 1                 | 0                 | 0                 | 1          | 0          | 0          | -                              | 5                              | 0                              | 0                              | 3                        | 0                        | 0                        | 79    | 1     | 7     |

## Palmarès

### En club
FC Porto
- Vainqueur de la Coupe du Portugal en 2024.
- Vainqueur de la Supercoupe du Portugal en 2024.

### En sélection
Portugal -19 ans
- Championnat d'Europe
  - Finaliste en 2023